# 8474 Rettig
A 8474 Rettig (ideiglenes jelöléssel 1985 GA1) a Naprendszer kisbolygóövében található aszteroida. Edward L. G. Bowell fedezte fel 1985. április 15-én.